# Piedra de Donama
De Piedra de Donama is een rots in de Sierra Nevada de Santa Marta, in het Colombiaanse departement Magdalena. De rots bestaat uit vele petrogliefen die dierlijke en abstracte figuren voorstellen. De afmetingen van de rots zijn ongeveer 4 meter in diameter en 3 meter hoogte.
Men vermoedt dat de petrogliefen gemaakt zijn door de tairona, tussen 500 en 1525. Tot op de dag van vandaag is de betekenis van de versieringen onbekend. 